# Un drama en Bilbao
Un drama en Bilbao és una pel·lícula espanyola de temàtica social rodada al País Basc feta el 1924, per Alejandro Olavarría Olavarría. Aquesta pel·lícula muda és la primera pel·lícula de ficció feta al País Basc. No va tenir gaire èxit. L'acció tenia lloc a Bilbao i també fou coneguda com El crimen de Castrejana.

## Sinopsi
Ricardo és un jove benestant que acudeix a un balneari en cotxe amb la seva xicota, una cambrera, creient que la seva mare hi està agonitzant. A la carretera l'espera el bandit emmascarat "Malaentraña", que l'assalta i el deixa malferit. Malgrat els esforços de la seva xicota Ricardo mor a l'hospital.

## Repartiment
- Félix González
- Nieves González
- Apolonia Hernández
- Fany Lebrero
- José Tejada
- Antonio Velasco